# Перехіль

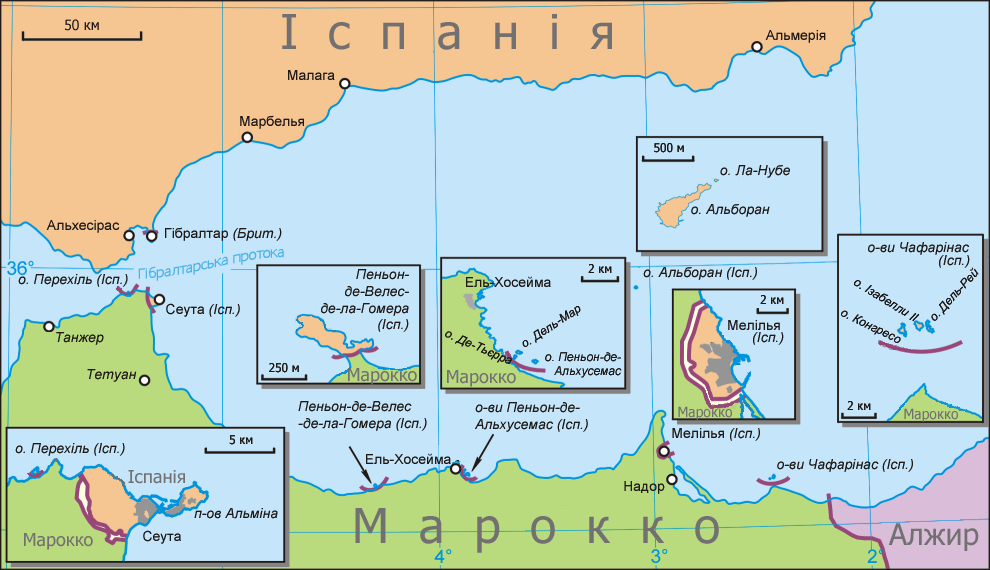
Іспанські володіння у Північній Африці

Перехіль (ісп. Perejil; англ. Parsley Island — Парслі, араб. ليلة Лейла — «ніч») — крихітний скелястий острівець, розташований у Гібралтарській протоці, за 200 метрів від узбережжя Марокко та за 5 км від Сеути. 
Острів належить Іспанії, однак Марокко не визнає його іспанським. Іспанія обґрунтовує свій суверенітет над островом тим, що острів не був згаданий в договорі про незалежність Марокко.

## Географія
- Географічні координати: 35°55′ пн. ш. 5°25′ сх. д. / 35.917° пн. ш. 5.417° сх. д..
- Розмір: понад 500 м завдовжки и 300 м завширшки.
- Максимальна висота над рівнем моря: 74 м.

Острів ненаселений.

## Етимологія
Perejil іспанською «петрушка»; англійська назва Parsley є прямим перекладом іспанської назви. Однак насправді назва острова, мабуть, ніяк не пов'язана з цією рослиною, а походить від спотвореного Perez Gil («Перес Хіль») — імені завойовника і першого власника.

## Суверенітет
Іспанія і Марокко сперечаються довкола належності острова. Острів не був згаданий в договорі про надання Марокко незалежності від Іспанії, що й стало причиною суперечок.
Переважна більшість марокканців та іспанців уперше дізналось про існування острова 11 червня 2002 року, коли на ньому висадилася група марокканських поліцейських. Згідно з твердженням марокканських урядовців, поліцейські займалися розшуком нелегальних іммігрантів; пізніше, після протестів іспанського уряду, поліцію змінили курсанти військово-морського училища, які влаштували на острові постійний тренувальний табір. Це ще більше роздратувало Іспанію; обидві країни знову заявили про свої права на острів. Іспанія була повністю підтримана членами Європейського Союзу, за винятком Франції і Португалії, котрі лише висловили жаль з приводу даного інциденту; вимоги Марокко офіційно підтримала Ліга Арабських держав (за винятком Алжиру). Вранці 18 червня почалася операція "Recuperar Soberanía" («Відновлення Суверенітету»), котра коштувала Іспанії майже мільйон євро. Операція завершилася успіхом, і марокканські кадети, які не чинили опору, були витіснені з острова іспанськими ударними частинами спеціального призначення. В операції також брали участь частини іспанських військово-повітряних сил і військово-морського флоту. Полонені марокканці були доставлені на гелікоптерах до штаб-квартири громадянської гвардії в Сеуті, звідки вони були переправлені до марокканського кордону. В той же день іспанських коммандос на острові змінили частини іспанського Іноземного Легіону, котрі залишалися на острові до тих пір, поки Марокко, при посередництві Сполучених Штатів, не погодилось на повернення до status quo, що існував до інциденту. Після цього військові були евакуйовані з острова, і він знову став ненаселеним.
В Іспанії марокканське вторгнення було розцінено як спроба перевірити її рішучість захищати свої останні північноафриканські володіння. Негайне і рішуче застосування збройної сили для повернення собі стратегічно некорисного ненаселеного острівця продемонструвало намір Іспанії і надалі зберігати свою присутність у Північній Африці.
Острів не має постійного населення. Марокко висловлює занепокоєність тим, що островом можуть користуватися терористи та контрабандисти. Вважається, що острів використовується марокканською мафією для перевезення нелегальних іммігрантів.

## Історія
- 14 серпня 1415 року: португальський король Генріх Мореплавець зі своїм братом доном Дуарте здобувають Сеуту. В договорі, складеним з правителем Феса, Сеута визнається португальським володінням.
- 1580: після смерті португальського короля Себастьяна іспанський король Філіп II наслідує португальську корону і об'єднує під своєю владою обидва королівства.
- 1640: під час португальського повстання Сеута вирішує залишитися під сюзеренітетом Філіпа IV.
- 1688: Португалія визнає іспанській суверенітет над Сеутою и її околицями.
- 1779: генерал Оркасітас, губернатор Сеути, розпоряджається провести рекогносцировку на острівці, відомому під назвою Перехіль.
- 1808: Велика Британія захоплює острів під час Наполеонівських війн з Францією. У 1813 році Фердінанд VII просить британців залишити острів і стверджує, що він належить Іспанії. Англійці ідуть з острова.
- 1836: островом цікавляться Сполучені Штати, однак Велика Британія висловлює різке незадоволення американським втручанням.
- 1848: іспанський прем'єр Нарваес веде переговори про випрямлення кордонів з марокканським султаном і змушує його погодитися на розширення іспанських володінь. Реакція уряду Великої Британії була цілком несподіваною; не бажаючи визнавати виникаючих у зв'язку з цією угодою прав Іспанії на острів Перехіль, воно намагається захопити острів силами гарнізону, що базується в Гібралтарі; як виправдання використовується дозвіл султана видобувати на острові каміння для будівництва доків в Гібралтарі. Іспанський уряд, стурбований намірами англійців, посилає з Сеути батальйон для окупації острова. Після нових протестів Британія заявляє, що не визнає прав Іспанії на спірний острів.
- 1859: Британія не відмовляється від своїх претензій. За обставин очікуваної близьким часом війни проміж Іспанією і Марокко британський уряд нав'язує голові іспанського уряду Леопольдо О’Доннелю обов’язок «не займати опорних пунктів у Протоці», маючи на увазі острів Перехіль.
- 1887: Велика Британія визнає суверенітет Іспанії над Перехілем. Іспанський уряд має намір збудувати на острові маяк для підвищення безпеки судноплавства.
- 1894: чутки про те, що марокканський султан поступився островами Великій Британії, здійснили великий ажіотаж, однак були спростовані.
- 1912: в іспано-французькому договорі, що розділив територію Марокко проміж іспанським и французьким протекторатами, острів не згадується, проте Іспанія висаджує на ньому військовий гарнізон. Британія не протестує.
- 1956: після закінчення протекторату острів залишається під іспанським контролем.
- 1960-ті роки: іспанський гарнізон евакуйований з острова.
- 1991: договір про дружбу, добросусідство і співробітництві між Іспанією і Королівством Марокко.
- червень 1994: в проекті статуту автономії Сеути острів Перехіль згаданий як складова частина автономії. Марокко заявляє протест.
- вересень 1994: згадка про Перехіль вилучена з остаточної редакції статуту автономії.
- літо 2002: іспансько-марокканська криза довкола острова, яка завершилася поверненням до status quo.